# Letoiurus rhodiensis
Genre
Espèce
Synonymes
- Protoiurus rhodiensis Soleglad, Fet, Kovařík & Yağmur, 2012

Letoiurus rhodiensis, unique représentant du genre Letoiurus, est une espèce de scorpions de la famille des Iuridae.

## Distribution
Cette espèce est endémique de Rhodes en Grèce.

## Description

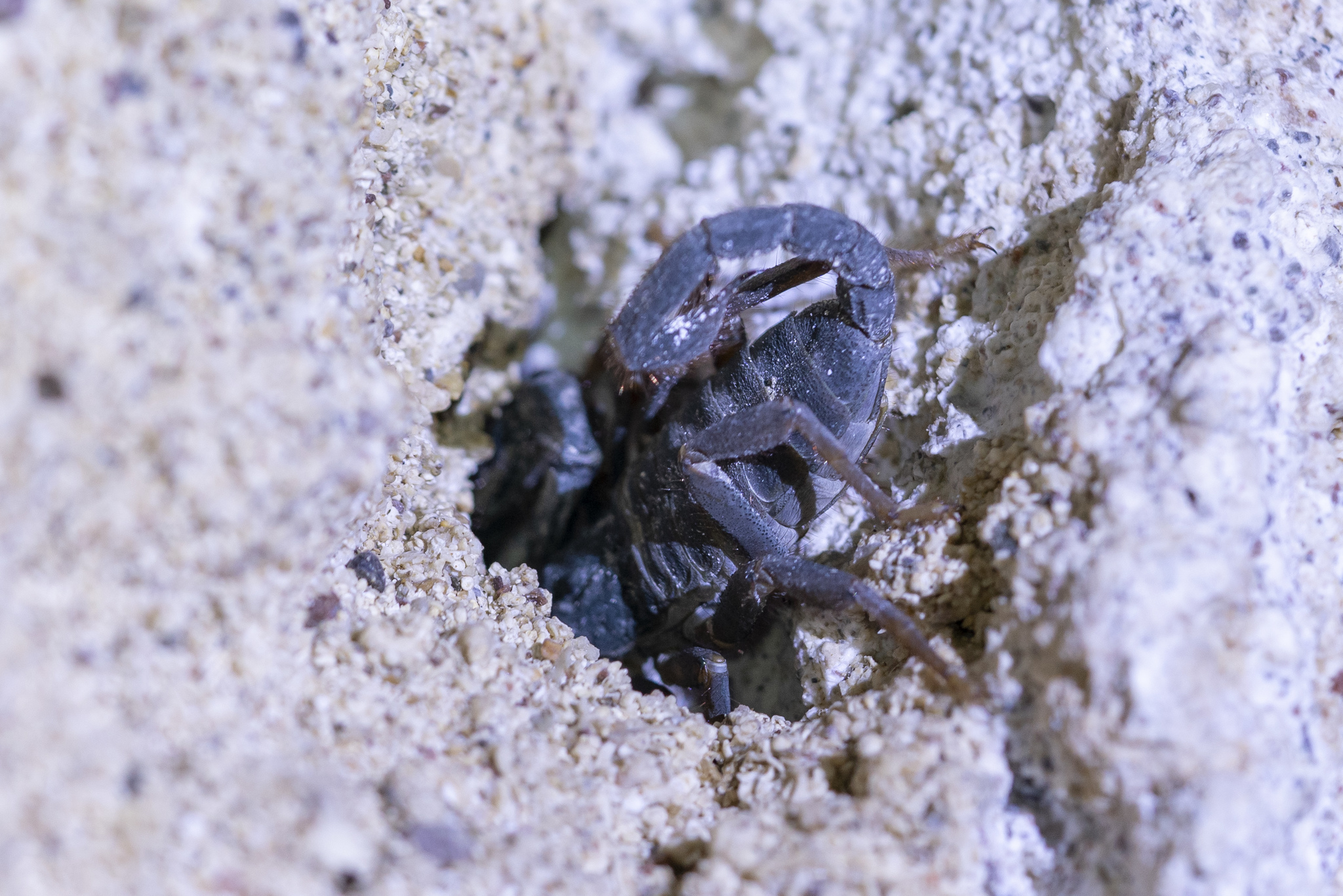
Letoiurus rhodiensis

Le mâle holotype mesure 78,30 mm, les mâles mesurent de 72,80 à 78,30 mm et les femelles de 79,60 à 84,95 mm.

## Systématique et taxinomie
Cette espèce a été décrite sous le protonyme Protoiurus rhodiensis par Soleglad, Fet, Kovařík et Yağmur en 2012. Elle est placée dans le genre Letoiurus par Parmakelis, Dimitriadou, Evdokia, Gkigkiza, Stathi, Fet, Yağmur et Kovařík en 2022.
Ce genre a été décrit par Parmakelis, Dimitriadou, Evdokia, Gkigkiza, Stathi, Fet, Yağmur et Kovařík en 2022 dans les Iuridae.

## Étymologie
Son nom d'espèce, composé de rhod[es] et du suffixe latin -ensis, « qui vit dans, qui habite », lui a été donné en référence au lieu de sa découverte, Rhodes.

## Publications originales
- Soleglad, Fet, Kovařík & Yağmur, 2012 : « Etudes on Iurids, V. Further Revision of Iurus Thorell, 1876 (Scorpiones: Iuridae), with a Description of a New Genus and Two New Species. » Euscorpius, no 143, p. 1–170 (texte intégral).
- Parmakelis, Dimitriadou, Gkigkiza, Karampatsou, Stathi, Fet, Yağmur & Kovařík, 2022 : « The evolutionary history of the relict scorpion family Iuridae of the eastern Mediterranean. » Molecular Phylogenetics and Evolution, vol. 177, no 107622.